# Cpo (platenlabel)
cpo of classic production osnabrück is een Duits platenlabel dat deel uitmaakt van jpc (jazz pop classic), een webwinkel voor cd's, dvd's en boeken. jpc en cpo zijn gevestigd in Georgsmarienhütte ten zuiden van Osnabrück.
cpo werd in 1986 opgericht door Gerhard Georg Ortmann en enkele anderen. Burkhard Schmigun is sedert 1991 de A&R-directeur van cpo, die verantwoordelijk is voor de keuze van het repertoire en van de uitvoerende artiesten. Hij is ook de executive producer van de meeste opnamen van cpo.
cpo brengt cd's uit met klassieke muziek, en richt zich vooral op minder bekend repertoire en componisten. Het brengt jaarlijks rond de 80 nieuwe opnamen uit, dikwijls van werken die nog niet eerder werden opgenomen. cpo heeft onder meer complete cycli uitgebracht van de orkestwerken van Paul Hindemith en Erich Korngold, van de symfonieën van Allan Pettersson, Kurt Atterberg, Ture Rangström, George Onslow en Josef Tal en van de blaaskwintetten van Anton Reicha. Het merk besteedt daarnaast ook grote aandacht aan componisten als Georg Philipp Telemann en Christoph Graupner. Daarnaast heeft cpo ook drie luisterboeken van Walter Kempowski uitgegeven, door hemzelf ingesproken.